# K-PAX – A belső bolygó
A K-PAX – A belső bolygó 2001-ben bemutatott  amerikai science-fiction,  misztikus film, Iain Softley rendezésében, Kevin Spacey, Jeff Bridges, Mary McCormack és Alfre Woodard főszereplésével. A forgatókönyv írói Gene Brewer és Charles Leavitt, a forgatókönyv Brewer azonos című regénye alapján készült.
A történet egy pszichiátriai betegről szól, aki a K-PAX bolygóról jött földönkívülinek tekinti magát (bár teljesen emberi formája van). Kezelése alatt a páciens bemutatja életszemléletét, amely végül inspirálóan hat mind betegtársai, mind pszichiátere felé.
A filmet eredetileg a Walt Disney Pictures forgalmazta az Amerikai Egyesült Államokban és Ausztráliában, később a Universal Pictures vette meg a film nemzetközi jogait; a Pathé filmforgalmazó pedig megosztotta a FilmFour-ral a film Egyesült Királyságbeli jogait.

## Cselekménye
|  | Alább a cselekmény részletei következnek! |

A New York-i vasútállomáson titokzatos férfi tűnik fel a semmiből. Rablók letepernek egy idős asszonyt és elmenekülnek a táskájával. A férfi fel akarja segíteni az idős hölgyet, de a kiérkező rendőrök azt hiszik hogy ő a támadó és le akarják tartóztatni. Az idős nő és egy hajléktalan magyarázzák el a rendőröknek hogy nem a férfi a támadó, de mivel azt állítja hogy nem a Földről származik, a rendőrök szerint kábítószer hatása alatt áll és beviszik. Tőlük kerül át a Manhattani Pszichiátriai Intézetbe Dr. Mark Powell gondnoksága alá. 
A férfi azt állítja hogy Prot a neve és a K-PAX nevű bolygóról jött, ami 1000 fényévre található a Lant csillagképben, és orbitális pályán kering az Agape és Satori ikercsillagok körül. Mindig napszemüveget visel, imádja a gyümölcsöket, mindig azt eszik és van nála egy jegyzetfüzet, amibe jelentéseket ír a Földről. Állítása szerint fényutazással érkezett a Földre tahionok segítségével, az energiamegmaradás törvénye miatt van emberi kinézete és 4 évvel ezelőtt járt először a Földön. Az intézet betegei érdeklődnek Prot iránt, aki jól kijön velük. A vizsgálatok kimutatják hogy Prot érzékeny a fehér fényre, ugyanakkor érzékeli az ultraibolya fénytartományt, mivel a K-PAX-en különleges alkonyati fényviszonyok uralkodnak. Dr. Powell elsötétíti Prot kedvéért az irodáját, aki emiatt már nem viseli napszemüvegét a beszélgetések alatt. Prot sokat elmond a bolygójáról, de a fontos kérdésekre nem válaszol, tereli a témát vagy ködösít. 
Mark kapcsolatba lép egy csillagász barátjával, hogy megtudja ki Prot valójában. Steve kérdéseket küld Protnak, a válaszok sokkolják Steve-et, aki meghívja Protot az obszervatóriumába. Az ott összegyűlt asztrofizikusoknak Prot nem akarja elárulni a fényutazás titkát, de lerajzolja nekik naprendszere orbitális pályaszerkezetét és leírja a szükséges paramétereket, amiket bevisznek a számítógépbe. Az eredmények felépítenek egy új naprendszert az Agape és Satori csillagok körül, emellett megválaszolják a két csillag szabálytalan mozgásának rejtélyét. Dr. Powell szerint Prot talán csak reprodukál, hiszen van olyan beteg, aki képes tökéletesen lemásolni Rembrandt festményeit.
Prot sokat segít az elmegyógyintézet betegeinek, sokukat elindítja a gyógyulás útján és megígéri nekik hogy egyiküket magával viszi a K-PAX-re, mikor július 27-én reggel 5 óra 51 perckor hazamegy. A Prot által megadott dátumok alapján Dr. Powell rájön hogy 5 évvel korábban történt Prottal valami, ami létrehozta nála a K-PAX téveszmét. 
Mark meghívja magához Protot a július 4-i ünnepségre. Prot lefordítja a családnak agresszív kutyájuk ugatását és tudatja velük, miért viselkedik úgy az állat. A gyerekek jól mulatnak Prottal, de mikor kinyitják a kerti csapot hogy pancsoljanak, Prot pánikrohamot kap: elkapja a legkisebb lányt és nem engedi a vízhez, több embernek kell lefogni. Az intézet igazgatónője zárt osztályra akarja küldeni Protot, de Mark meggyőzi hogy regressziós hipnózissal kideríti Protról az igazságot, aki néhány napra nyomtalanul eltűnik, majd hirtelen felbukkan az intézet udvarán, és azt állítja hogy Grönlandon, Labradoron, Új-Funlandon és Izlandon járt, azokat a helyeket még nem tanulmányozta. 
Dr. Powell regressziós hipnózisok alá veti Protot. Hipnotizált állapotban Prot úgy utal magára mint egy barátjára, de nem hajlandó elárulni a valódi nevét és ragaszkodik hozzá hogy a K-PAX-ről jött. Elmondja hogy taglózóként dolgozott egy vágóhídon, egy város melletti tanyán élt aminek van egy folyó a közelében, volt egy Sarah nevű felesége és egy Rebecca nevű lánya.
Miután felébred a hipnózisokból, Prot nem tud semmit arról ami történt, nem érzékeli hogy hipnotizálták. Az utolsó hipnózis alkalmával Prot elmondja hogy valami szörnyű dolog történt vele, emiatt öngyilkos akart lenni. Dr. Powell erőlteti hogy árulja el a valódi nevét, de Prot sokkos állapotba kerül és sírógörcsöt kap, közben elejti a ceruzát amivel jegyzetelt. Mark elteszi a ceruzát, a rajta lévő adatokból tudja meg hogy Prot az Új-mexikói Guelph mellett élt. Az 5 évvel ezelőtti hírekből kideríti hogy Prot valódi neve Robert Porter. Elutazik Guelph-be, a helyi seriffel kimennek Porter elhagyatott tanyájára és rekonstruálják hogy mi történt:
Porter a városban dolgozott mikor egy bűnöző megtámadta otthon lévő feleségét és kislányát, bekergette őket a házba és végzett velük. Mikor Robert hazaért, a bűnöző feldúlta és fosztogatta a házat, majd Porterre támadt. Robert roppant erejével a gyilkos fölé kerekedett és megölte. A kerti csapon mosta le a vért a kezeiről, aztán lement a folyóhoz és belevetette magát. Nem találták meg a holttestét, ezért halottnak nyilvánították. 
Prot utolsó földi estéjén Dr. Powell koccint Roberttel és mutat neki egy róla készült képet, de Porter tagadja hogy ő lenne az, elköszön és megkéri Powellt hogy vigyázzon Robertre. Mark az irodájában alszik, álmában a K-PAX-en van, ettől felriad, de későn kel fel, elromlik a lift, ezért a lépcsőn rohan le Robert szobájához. 5 óra 51-kor, az indulás pillanatában a szoba kamerája meghibásodik és pár másodpercre elmegy róla a kép. Powell későn ér Robert szobájába, aki katatóniás állapotban fekszik az ágya alatt. A betegek nem ismerik fel Portert. Beth, az egyik beteg nyomtalanul eltűnt, nem találják sehol. Az intézet lakói szerint Prot magával vitte Beth-et a K-PAX-re. Beth nagyon ritkán beszélt, csak Roberthez szólt néha egy-két szót. A betegek esszéket írtak Protnak, amikben érveltek hogy miért egyiküket vigye magával, még egy ápoló is leadott neki egy írást. Beth csak annyit írt az esszéjébe: "Nekem nincs otthonom". 
A sok megmagyarázhatatlan rejtély miatt nem lehet egyértelműen megmondani hogy Prot, a földönkívüli tényleg létezett-e és átvette az irányítást a haldokló Robert Porter fölött, hogy megmentse és biztonságba helyezze, vagy a K-PAX csupán egy téveszme volt, ami megóvta Portert a haláltól és a megőrüléstől. Robert Porter katatón lett, némán, mozdulatlanul ül, nem érzékeli hogy mi zajlik körülötte, vagy ha mégis, képtelen reagálni rá.

Végezetül Prot narrációban mondja el utolsó üzenetét, egy elméletet: az Univerzum egy ideig tágul, majd zsugorodni kezd és magába roskad. Ezután újra tágulni kezd, visszazuhan önmagába és ez a folyamat végtelenszer ismétlődik örökké. Emiatt mindenki végtelenszer újraéli ugyanazt az életet, de mostani tetteink határozzák meg a további életeket, ezért most kell jól csinálnunk a dolgokat, mert később ezeken már nem lehet változtatni, és minden hibánkat újra és újra el fogjuk követni örökké.
|  | Itt a vége a cselekmény részletezésének! |

## Szereplők
| Színész             | Szerep             | Szinkronszínész    |
| ------------------- | ------------------ | ------------------ |
| Kevin Spacey        | Prot/Robert Porter | Szervét Tibor      |
| Jeff Bridges        | Dr. Mark Powell    | Sörös Sándor       |
| Mary McCormack      | Rachel Powell      | Götz Anna          |
| Alfre Woodard       | Claudia Villars    | Juhász Judit       |
| David Patrick Kelly | Howiw              | Szacsvay László    |
| Saul Williams       | Ernie              | Széles Tamás       |
| Peter Gerety        | Sal                | Kránitz Lajos      |
| Celia Weston        | Mrs. Archer        | Menszátor Magdolna |
| Ajay Naidu          | Dr. Chakraborty    | Csőre Gábor        |
| Tracy Vilar         | Maria              | Murányi Tünde      |
| John Toles-Bey      | Russell            | Faragó András      |
| Kimberly Scott      | Joyce Trexler      | Kocsis Mariann     |
| Conchata Ferrell    | Betty McAllister   | Némedi Mari        |
| Vincent Laresca     | Navarro            | Papp Dániel        |

Forrás: magyarszinkron.hu

### Ellentmondások
A filmet plágium gyanúja érte, a Man Facing Southeast című film készítői felől, így később Gene Brewer és más, a K-PAX-hez kapcsolódó személy ellen is pert indítottak. A panaszt később visszavonták, Gene Brewer pedig egy emlékiratot adott ki, hogy feltárja könyvének ihletését, „A K-PAX létrehozása – avagy biztos, hogy író akarsz lenni?” című művében.

## Fogadtatás
Néhány kritikus dicsérte a filmet és annak szereplőit. Roger Ebert a The Chicago Sun-Times-ban a következőt írta: „Csodáltam, hogy a film hogyan gyötört bennünket a lehetőségekkel, lehetővé tette az orvos és páciens értelmes beszélgetéseit – ha furcsán is – a különbségről téveszme és valószínűtlenség között.”
Mások kevésbé voltak lelkesek. Míg A.O. Scott a The New York Times-ban így írt: „A K-PAX dögunalmas, komoly feladat a pszeudo-spirituális felemelkedés – romantikus giccsek újrahasznosítása a van élet a Földön kívüllel és mentális betegséggel kapcsolatban, tágra nyílt szemmel.” A Variety magazinban Robert Koehler azt mondta: „Egy könnyed, drámai filmben, John Mathieson munkájával a képernyő csak úgy lüktet a fénytől és az árnyékoktól, a spektrális színek bármilyen különleges hatást megidéznek.” Azonban Claudia Puig az USA Today-ben így vélekedett: „Azontúl, hogy az év legrosszabb címét viseli... ez az elhibázott film megbéklyózza önmagát túlértelmezéseivel és ködös komolyságával.” A Rotten Tomatoes kritikusai 41%-ra értékelték a filmet 138 vélemény alapján.

## Fordítás
- Ez a szócikk részben vagy egészben a K-PAX (film) című angol Wikipédia-szócikk ezen változatának fordításán alapul.  Az eredeti cikk szerkesztőit annak laptörténete sorolja fel. Ez a jelzés csupán a megfogalmazás eredetét és a szerzői jogokat jelzi, nem szolgál a cikkben szereplő információk forrásmegjelöléseként.